# خوسيه لويس فيلاسكو
خوسيه لويس فيلاسكو (بالإسبانية: José Luis Velasco)‏ هو سياسي مكسيكي، ولد في 22 أبريل 1963 في تولوكا في المكسيك. حزبياً، نشط في الحزب الثوري المؤسساتي. وقد انتخب عضو مجلس النواب المكسيك.